# 531 (Jongliertrick)

Der Siteswap 531

531 ist ein Jongliertrick, der mit drei Objekten jongliert wird. Dabei werden alle drei Objekte unterschiedlich hoch geworfen und erreichen den höchsten Punkt des Musters zur selben Zeit. Den Namen hat dieser Trick von seinem Siteswap, 531.
Eine Besonderheit dieses Tricks liegt in seiner Erweiterbarkeit: Man kann Erweiterungen des Tricks mit einer beliebigen Anzahl von Objekten jonglieren. Dabei wird der ersten Zahl jeweils die um zwei erhöhte erste Zahl vorangestellt. Es müssen die Regeln der Siteswap-Notation eingehalten werden.  So existieren analog die Tricks 7531 für vier Objekte, 97531 für fünf und so weiter.
Die Tatsache, dass jedes der jonglierten Objekte unterschiedlich geworfen werden muss, macht diesen Trick kompliziert zu lernen. Viele namhafte Jongleure bauen diese Art von Jongliertrick daher in ihre Jonglage ein, da er zudem noch sehr effektvoll aussieht.